# کاخ هشت‌بهشت

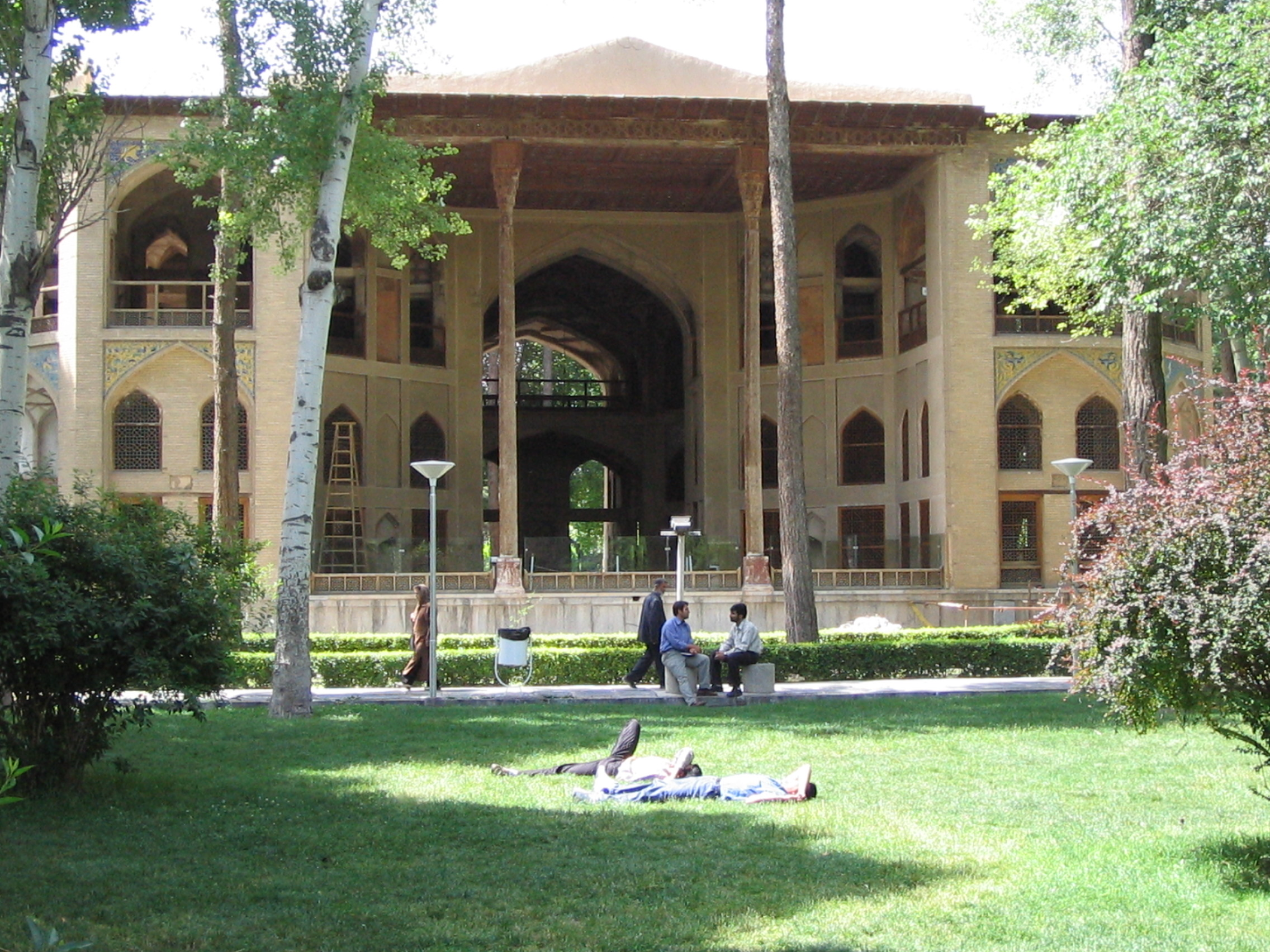
نمای ورودی پشت

کاخ هشت بهشت یا باغ بلبل یک کاخ تاریخی در شهر اصفهان است که در دوران صفویان و در سال ۱۰۸۰ قمری ساخته شده است. ساختمان این کاخ در دو طبقه در میان باغی بزرگ بنا شده است. سبک معماری این بنا به شیوه اصفهانی است.
بنا به درخواست ظل‌السلطان از ناصرالدین شاه، اولین مدرسه به شکل جدید آن، در عمارت هشت‌بهشت اصفهان ایجاد شد.
در پی این درخواست، هیئت علمی عالی‌رتبه‌ای از تهران عازم اصفهان شدند که عبارت بودند از: «میرزا علیخان سرتیپ» معروف به «ناظم العلوم» از تحصیل‌کرده‌های مدرسه «سن سیر» فرانسه؛ «میرزا علی اکبرخان سرتیپ» و برادرش «میرزا حسن خان سرهنگ» که هر دو از دانش‌آموختگان تعالیم افسری در مدرسه دارالفنون بودند. در حضور این هیئت علمی در اصفهان به سال ۱۲۹۸ قمری، اولین مدرسه دولتی به مدیریت و سرپرستی میرزا علیخان ناظم العلوم در عمارت هشت بهشت تأسیس و افتتاح شد.

## پیشینه
کاخ هشت‌بهشت - که روزگاری زیباترین کاخ عالم هم نامیده می‌شد - در سال ۱۰۸۰ هجری و به روزگار شاه سلیمان صفوی در میان «باغ بلبل» ساخته شد. نخستین مدرسه دوره قاجار در اصفهان کاخ هشت‌بهشت است که به نام مدرسه همایونی شناخته می‌شد.
باغ وسیعی که عمارت در آن واقع شده جزئی از باغ بزرگ نقش جهان بوده است که شاه اسماعیل اول احداث کرد و در زمان جانشینان او به‌خصوص شاه عباس اول به قطعات متعددی تقسیم شد. باغ هشت بهشت در زمان شاه صفی وجود داشته است و در دوره دو شاه بعدی یعنی شاه عباس دوم و شاه سلیمان بر درختان این باغ زیبا افزودند. لازم است ذکر شود کوشک باغ متعلق به زمان شاه سلیمان صفوی می‌باشد که در آن دوره باغ تکمیل و اصلاح گردید و در سال ۱۰۸۰ هـ. ق که با سومین سال سلطنت شاه سلیمان صفوی مقارن بود، به اتمام رسید و به گفته برخی تاریخدانان این باغ نشیمن هشت سوگلی حرم پادشاه بوده است، که ۴ نفر در طبقه همکف و ۴ نفر دیگر در طبقه اول سکنی گزیده بودند.
این بنای دو طبقه با طاقهای زیبا و تزئینات فراوان یکی از نمونه‌های درخشان معماری عصر صفویه به‌شمار می‌رود. این قصر از همان ابتدای احداث «کاخ هشت بهشت» «هشت به هشت» و «هشت در بهشت» نامیده می‌شده است.

## معماری
بخش مرکزی کاخ به صورت چهار صفه ساخته شده و ایوان آن رو به شمال است. سقفی که بر فراز این بنای ۴ صفه استوار است پوشیده از مقرنسهای گچی خوش رنگ و خوش طرح است.
اتاقهای طبقه اول در چهار گوشه عمارت تزئیناتی از گچبری و نقاشی دارند. در طبقه دوم عمارت نیز مجموعه‌ای از رواق‌ها و اتاق‌ها و طاقها و پنجره‌ها بر زیبائی آن می‌افزایند. این طبقه به راهروها و اتاقهای متعددی تقسیم شده که هر یک تزئینات خاصی دارند. در برخی حوض آب و در بعضی بخاری‌های دیواری تعبیه شده‌اند. دیوارها را نیز آینه‌های فراوان می‌پوشانیده‌اند. تمام سقف‌های کاخ را نیز موزائیک‌های بسیار عالی پوشانیده و دالانها و غلام‌گردش‌های بسیار زیبا و هماهنگ، آن‌ها را احاطه کرده‌اند.
آنچه در این عمارت حائز اهمیت است، ارتباطی است که میان فضاها و قسمت‌های مختلف آن پدید آمده است. این ارتباط باعث شده تا این عمارت در عین تنوع و گوناگونی و تعدد فضا از وحدت و یکپارچگی و تزئینات قابل توجه برخوردار شود.

## تزئینات

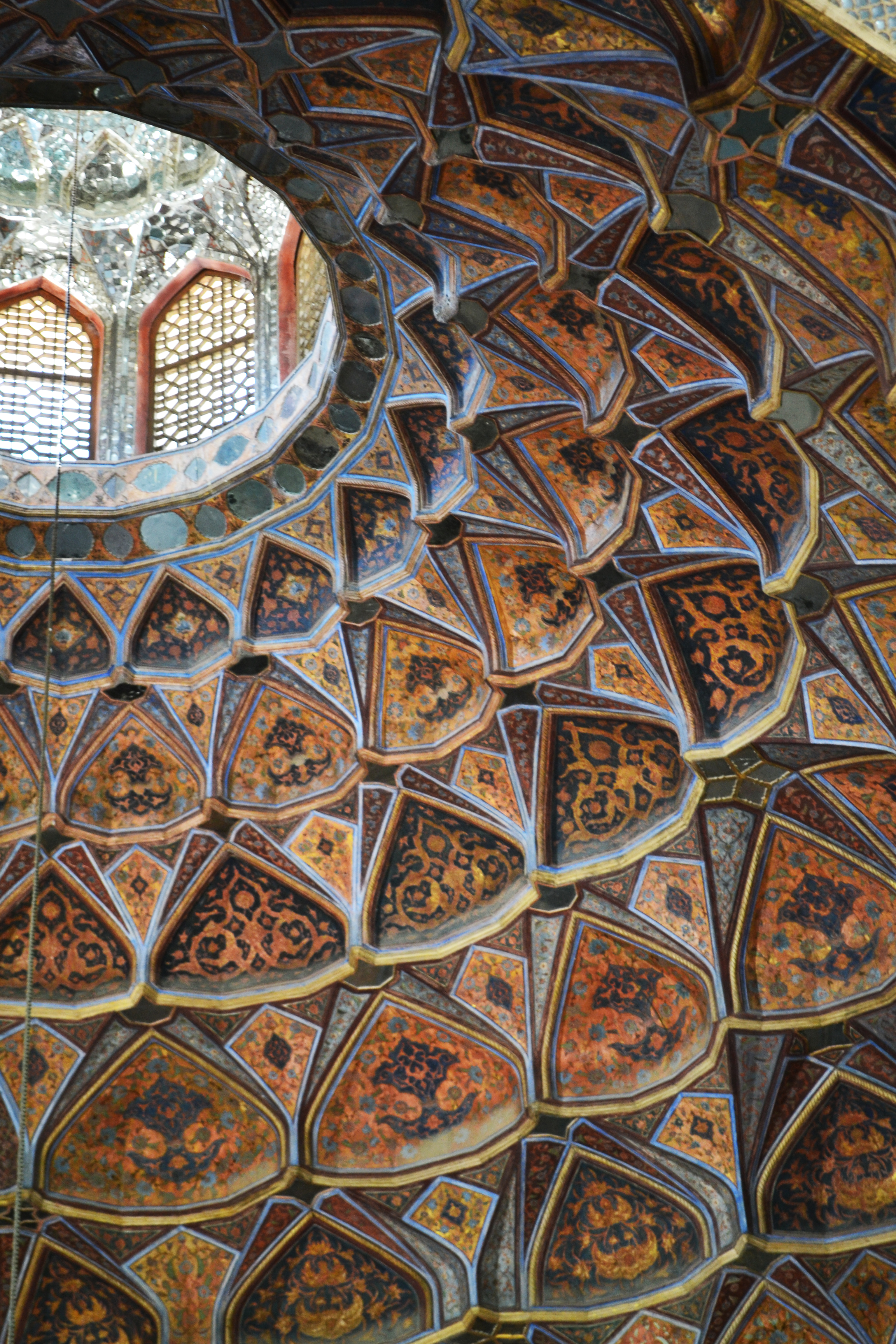
کاخ هشت بهشت

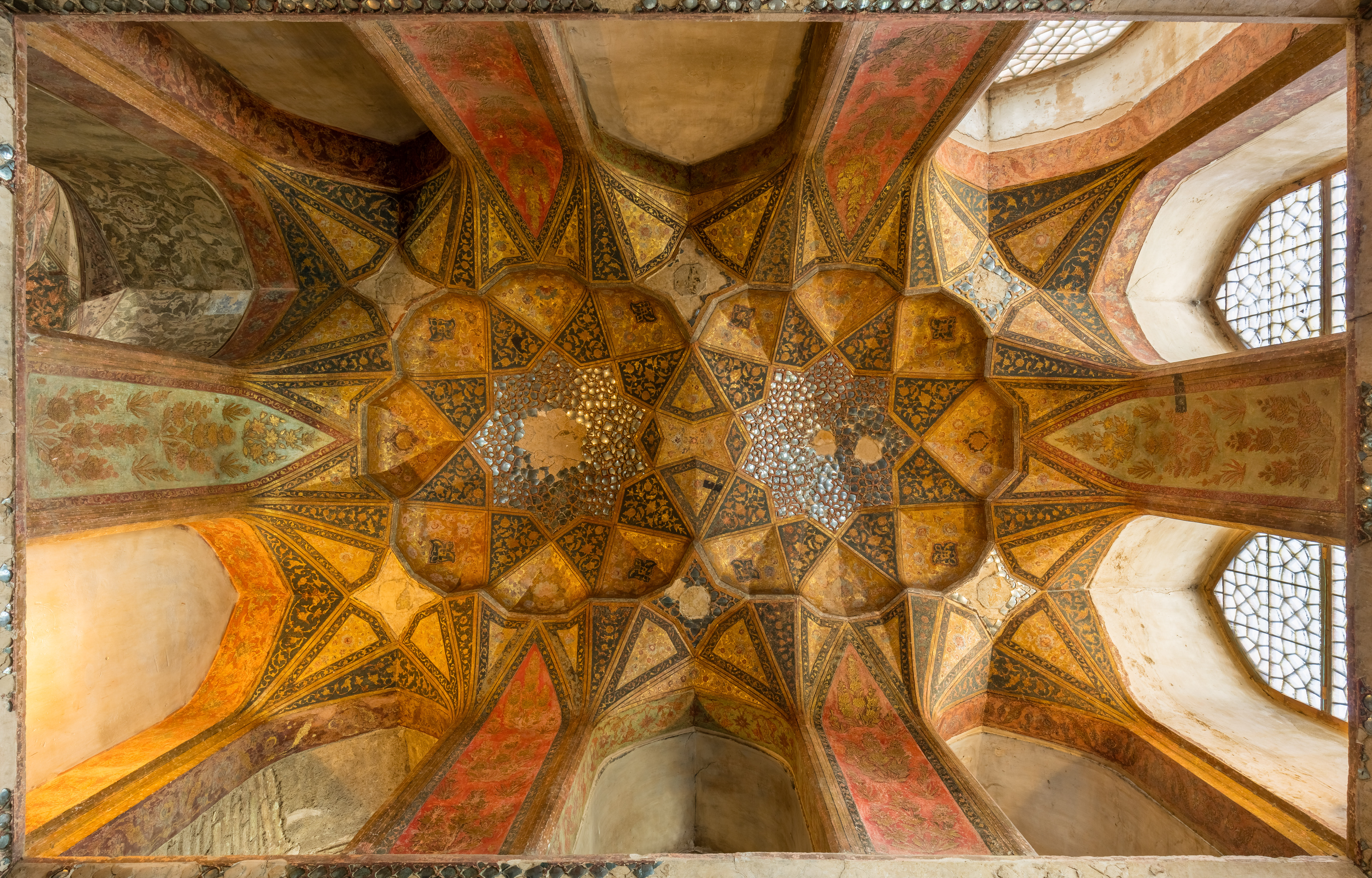
نمایی از سقف یکی از تالارها

تزئینات عمارت در دوران صفویه به حدی باشکوه و هنرمندانه بوده که سیاحان بسیاری زبان به تحسین آن گشوده‌اند. متأسفانه امروز از نرده‌های چوب زرنگار و قابها و جام‌های بلور و آلت‌های شیشه‌ای رنگارنگ ظریف اثری بر جای نمانده است چرا که در دوره‌های بعد از صفویه و به‌خصوص در عصر قاجاریان تغییرات بسیاری در آن داده شده است. این تغییرات به حدی است که برخی از سیاحان آن را از دوران قاجار به حساب آورده‌اند.
در اواخر دوران قاجار عمارت هشت بهشت به مالکیت خصوصی اشخاص درآمد و از زیورهای نفیس و گرانبهای دوره صفویه عاری گردید به‌طوری‌که امروز از آن همه شکوه و فریبندگی داخل کاخ و آب‌نماها و جوی‌های آب روان اثری بر جای نمانده است. با همه دخل و تصرفات زیبایی صفوی این بنا برجای مانده است چنان‌که آندره گدار باستان‌شناس و ایران‌شناس می‌گوید:
«... کاخ هشت بهشت با تالاری که از هر سو باز است و با چهار عمارت کلاه‌فرنگی در چهار گوشهٔ خود هنوز هم ترکیب اصلی و مختصری از لطف و ملاحت روزگاران گذشته را حفظ کرده است.»
ذکر این نکته مناسبت دارد که تزئینات این کاخ هشت‌گوشه که نشانه روحیه معماری و تزئینات اواخر دوره صفوی است به همراه ساختمان آن که میان باغ واقع شده است بعدها به فراوانی مورد تقلید قرار گرفته است.

## در نظر سیاحان
کلیه سیاحان و جهانگردانی که از اصفهان بازدید کرده و موفق شده‌اند به درون کاخ هشت بهشت راه یابند آن را بهترین بناهای دنیا نامیده‌اند. یکی از آن‌ها کاخ هشت بهشت را با عبارت «... فرح‌انگیزتر از مجلل‌ترین کاخ‌های ممالک اروپایی» توصیف کرده است.

## نگارخانه

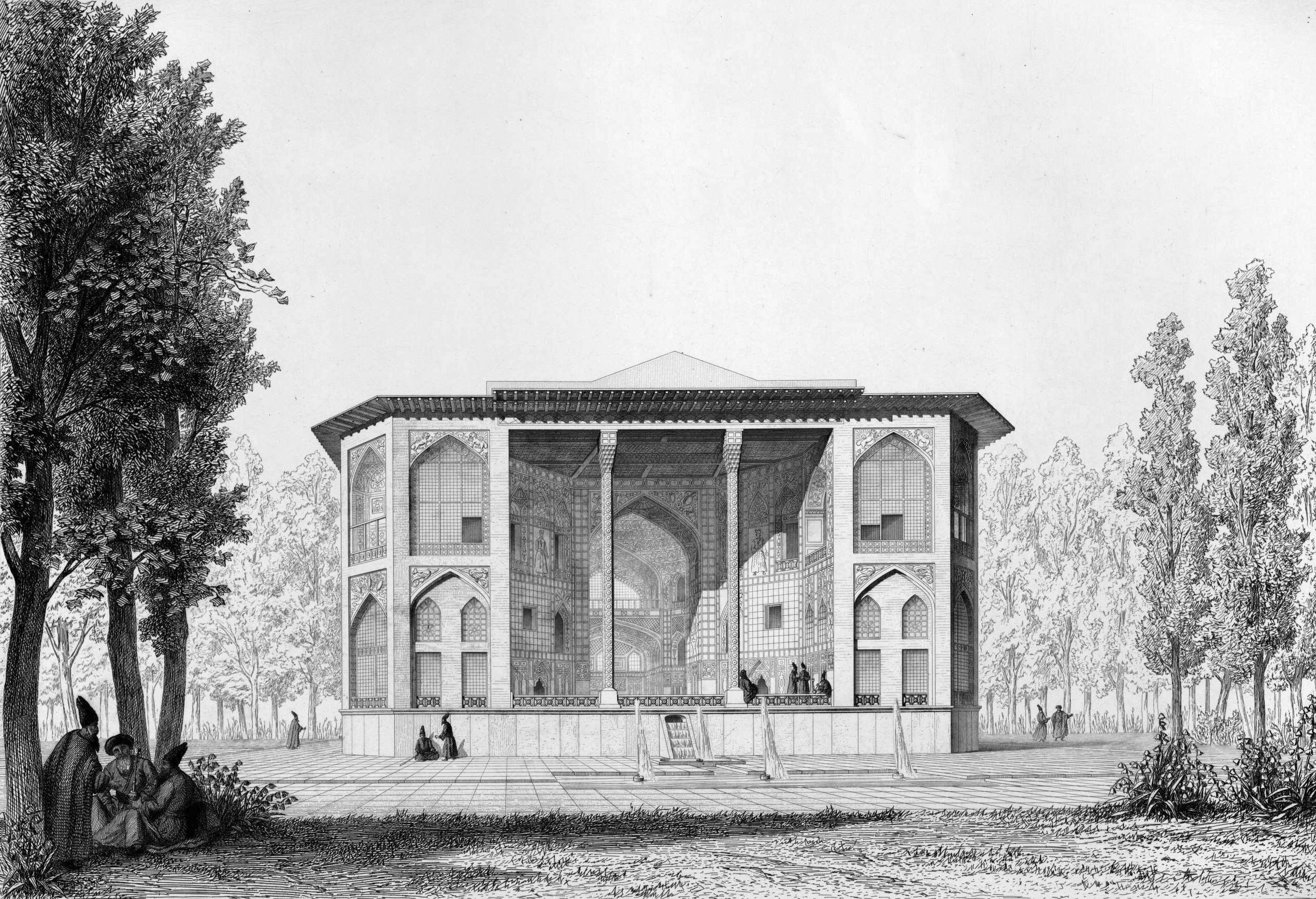
نمای ورودی پشت نقاشی پاسکال کوست
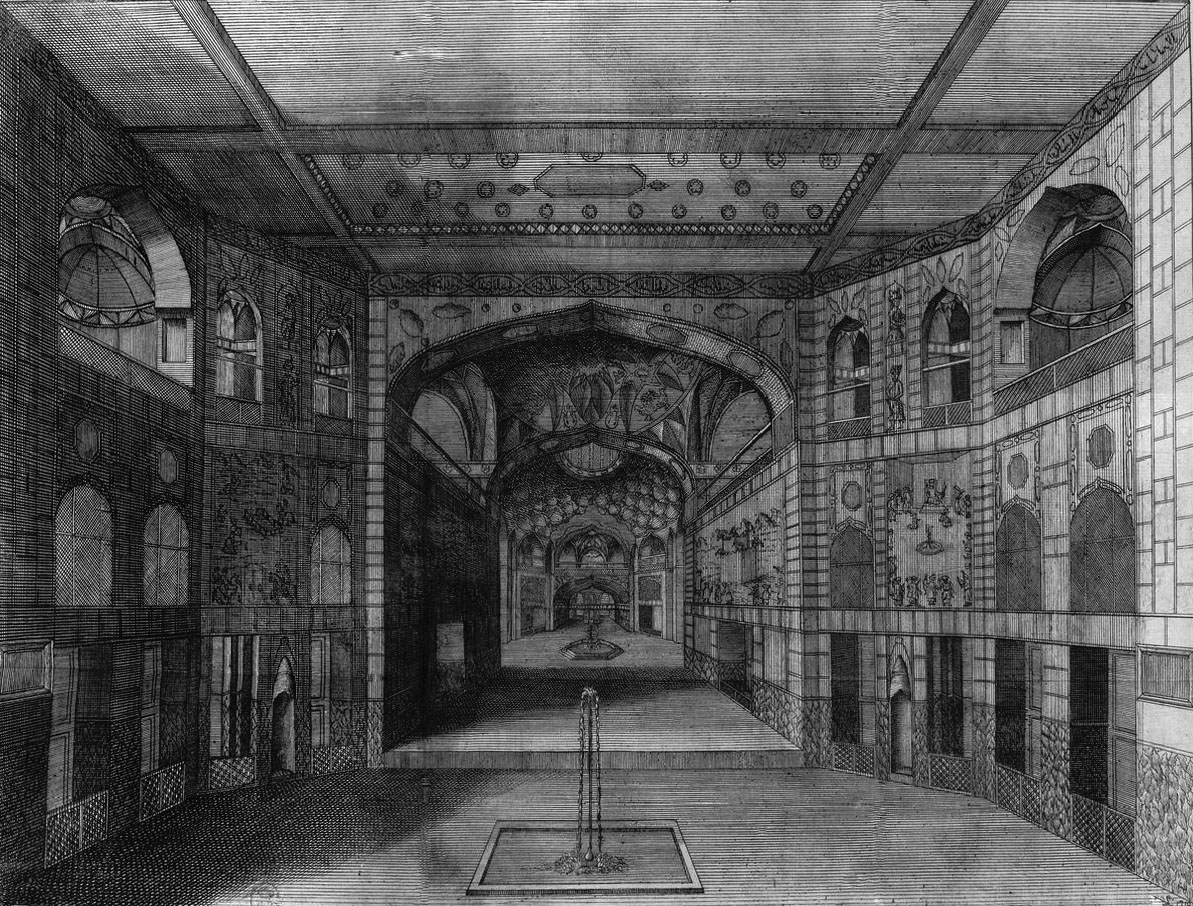
در کتاب ژان شاردن کشیده شده در زمان شاه سلیمان سازنده کاخ
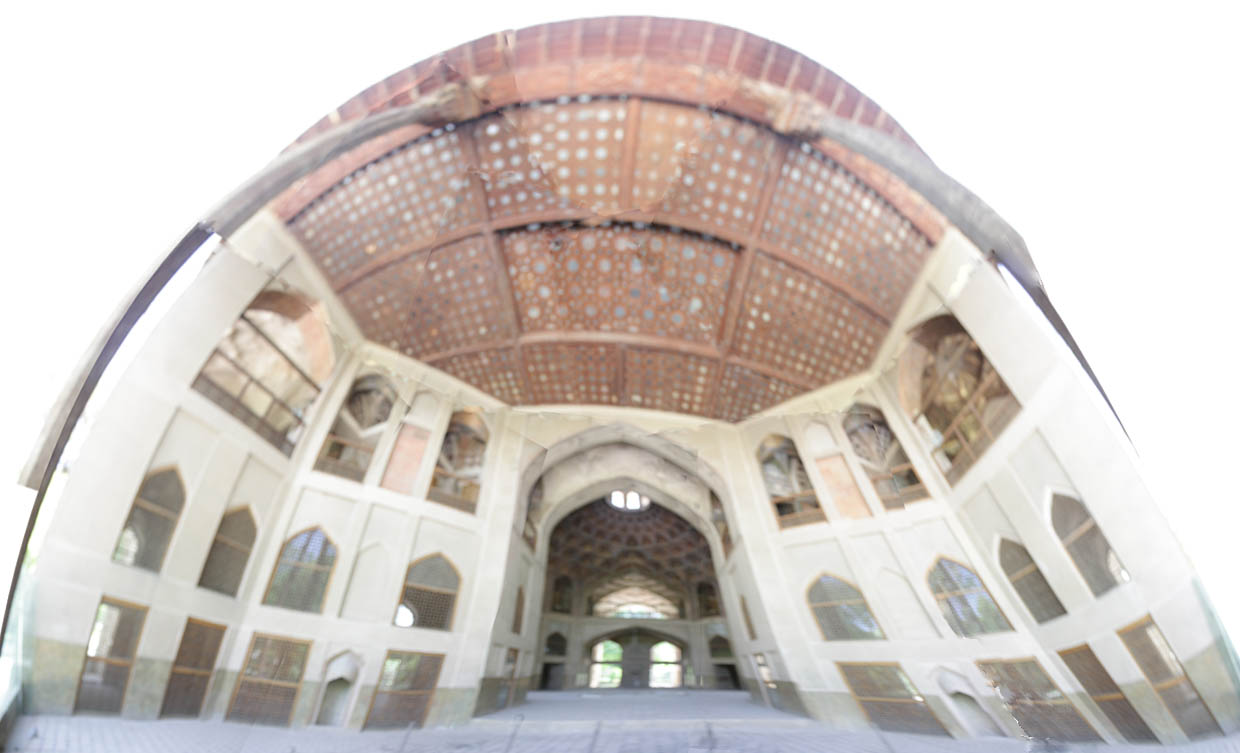
امروز
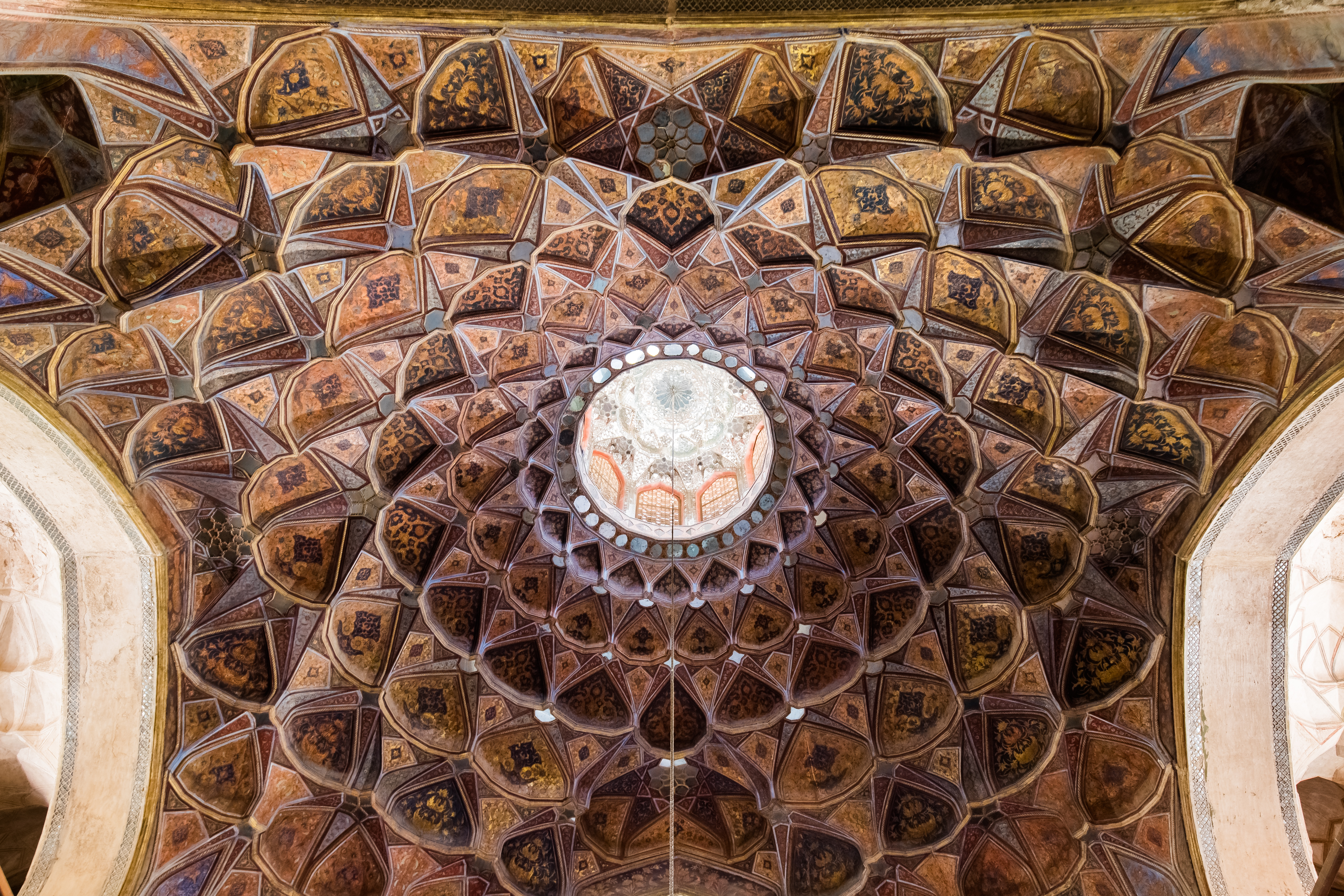
سقف مشبک کاخ هشت بهشت
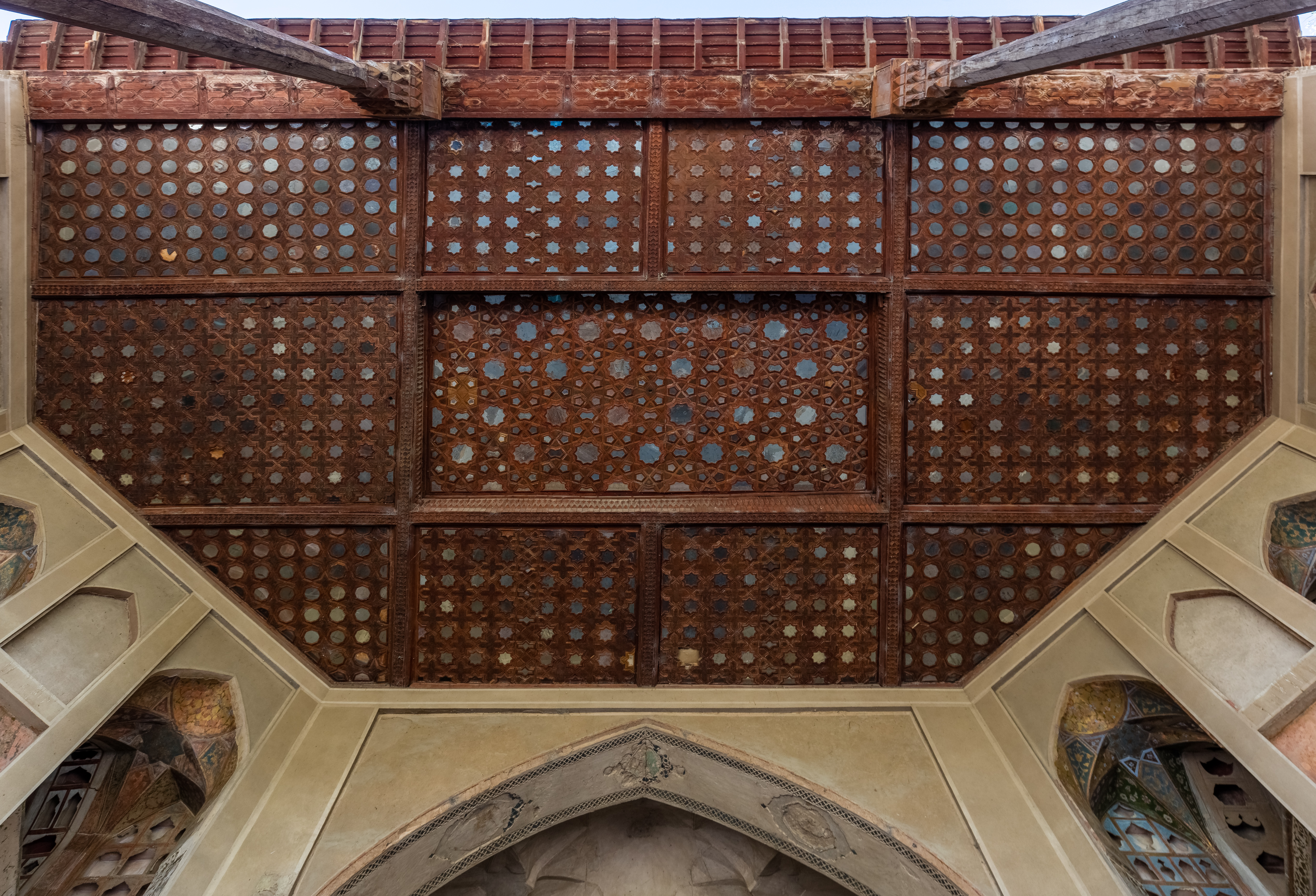
نمایی از سقف چوبی منبت‌کاری شدهٔ عمارت هشت‌بهشت
نمایی از پنجره ساختمان
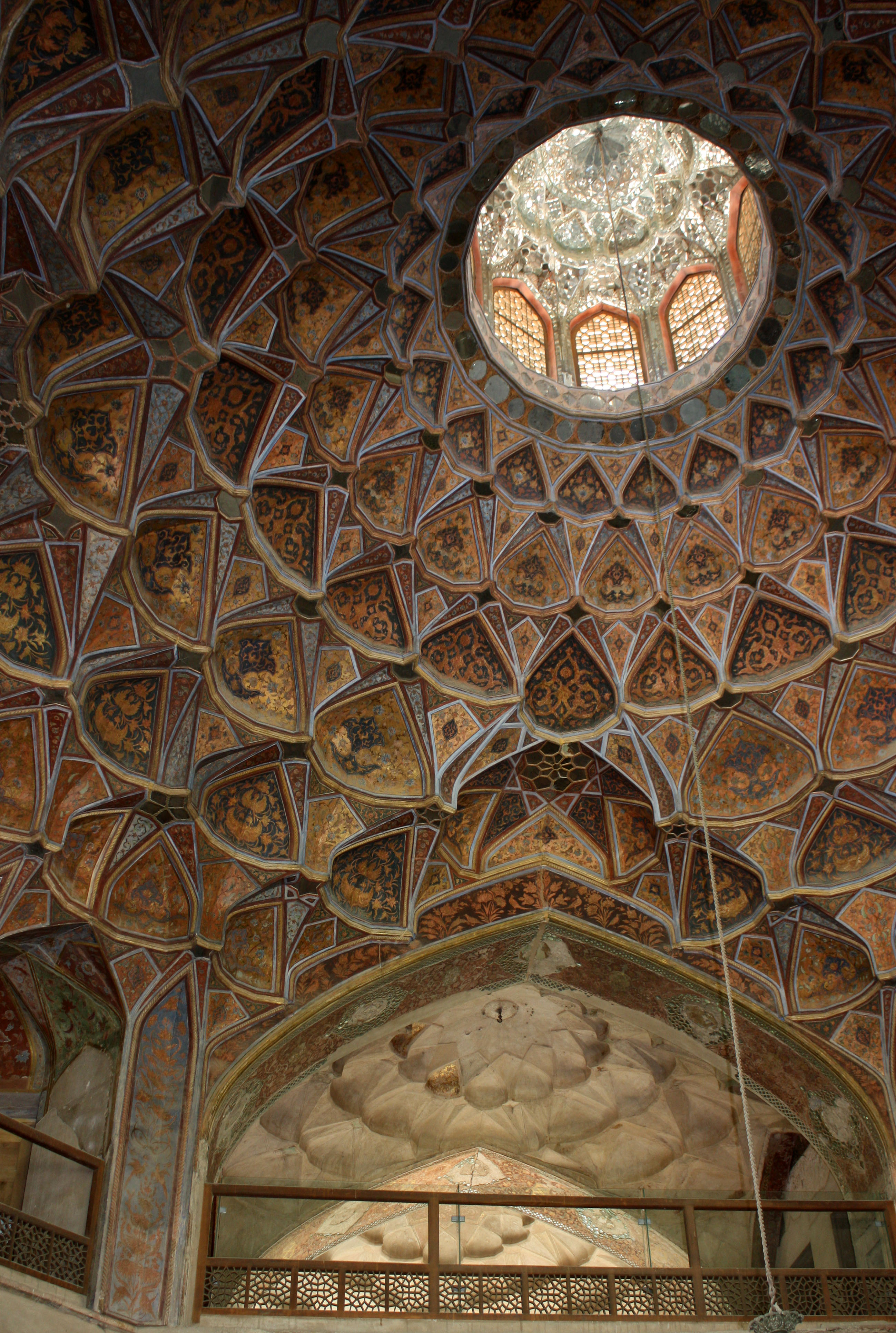
سقف کاخ هشت بهشت
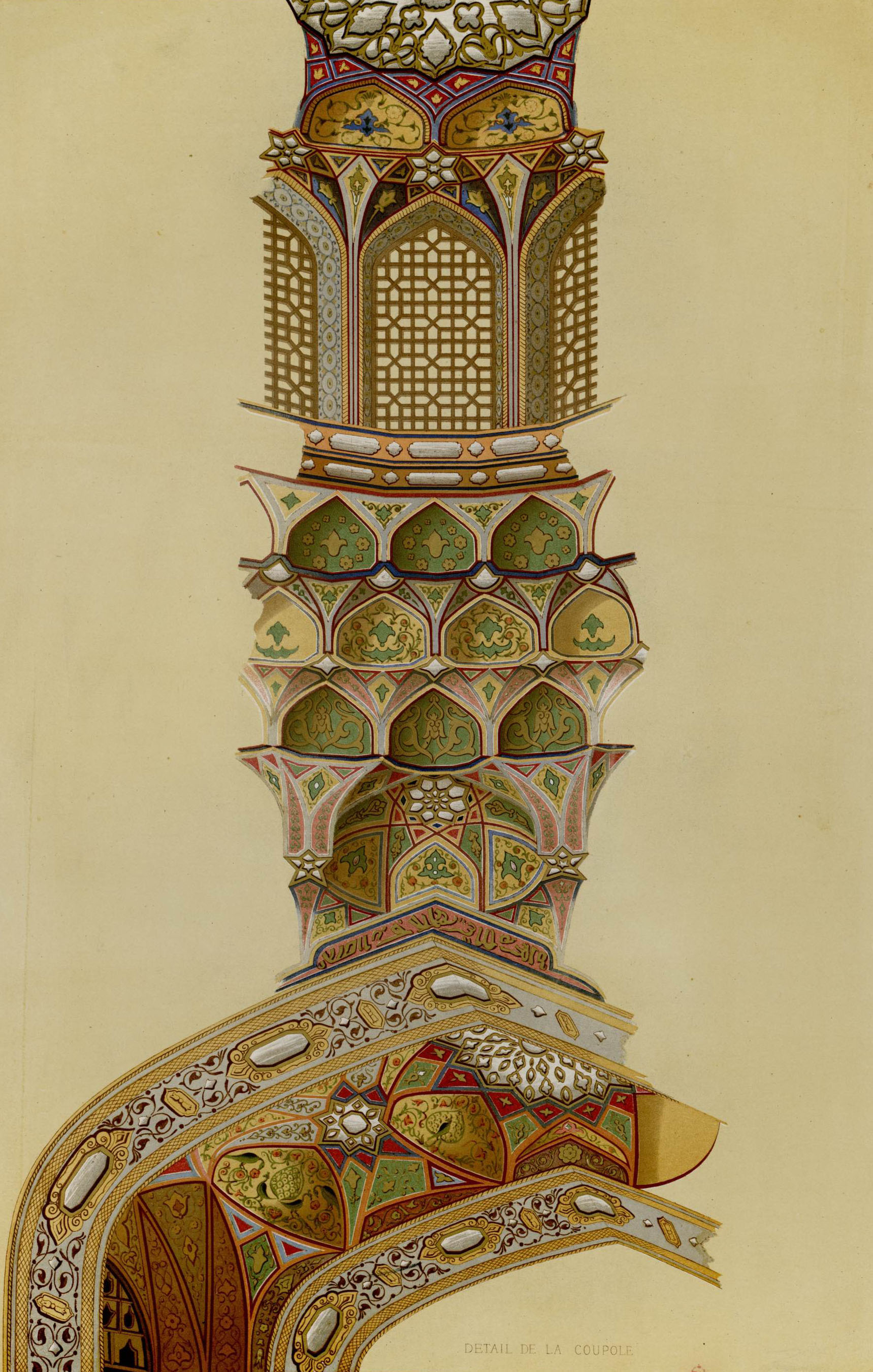
سقف عمارت، نقاشی پاسکال کوست
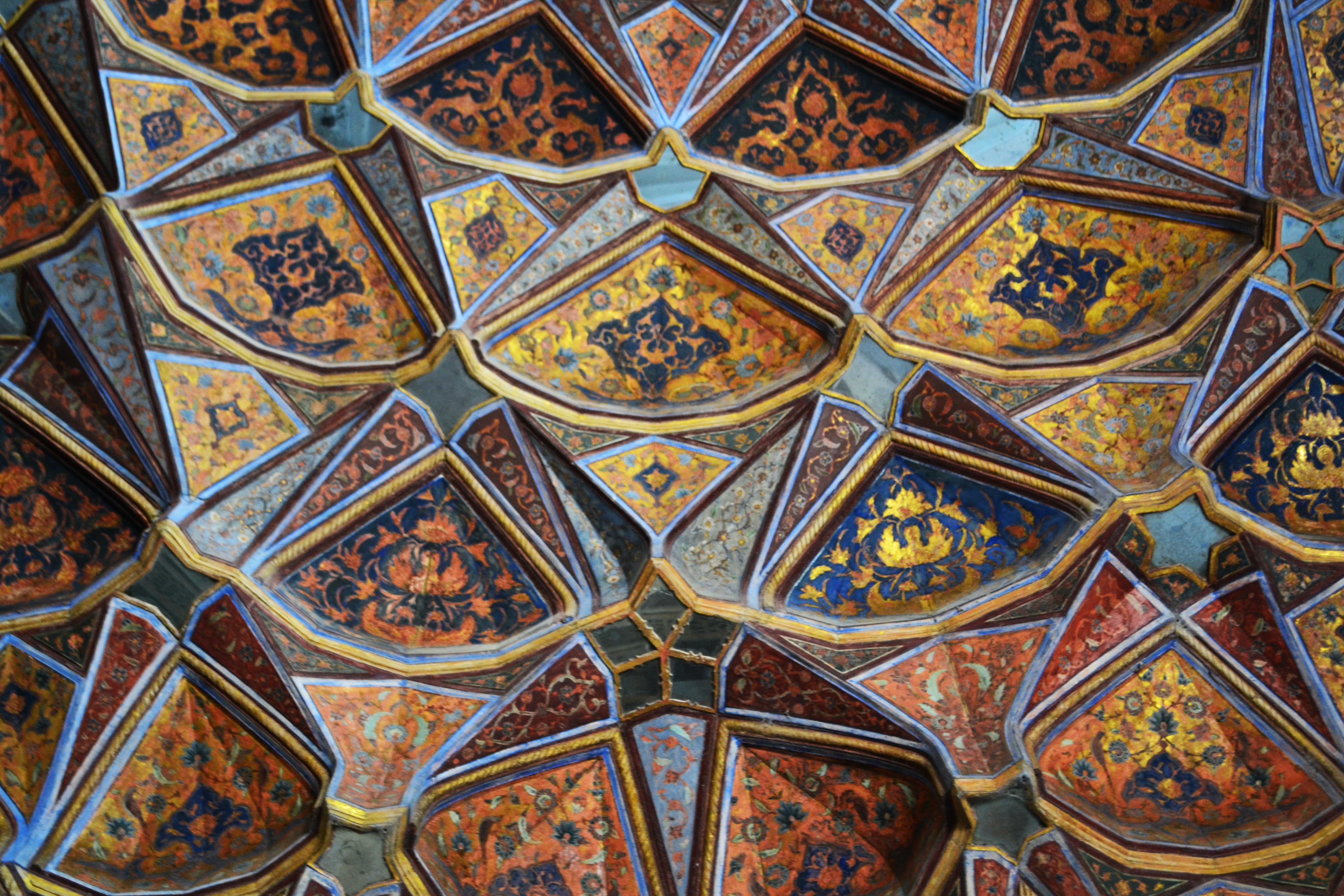
معماری کاخ هشت بهشت
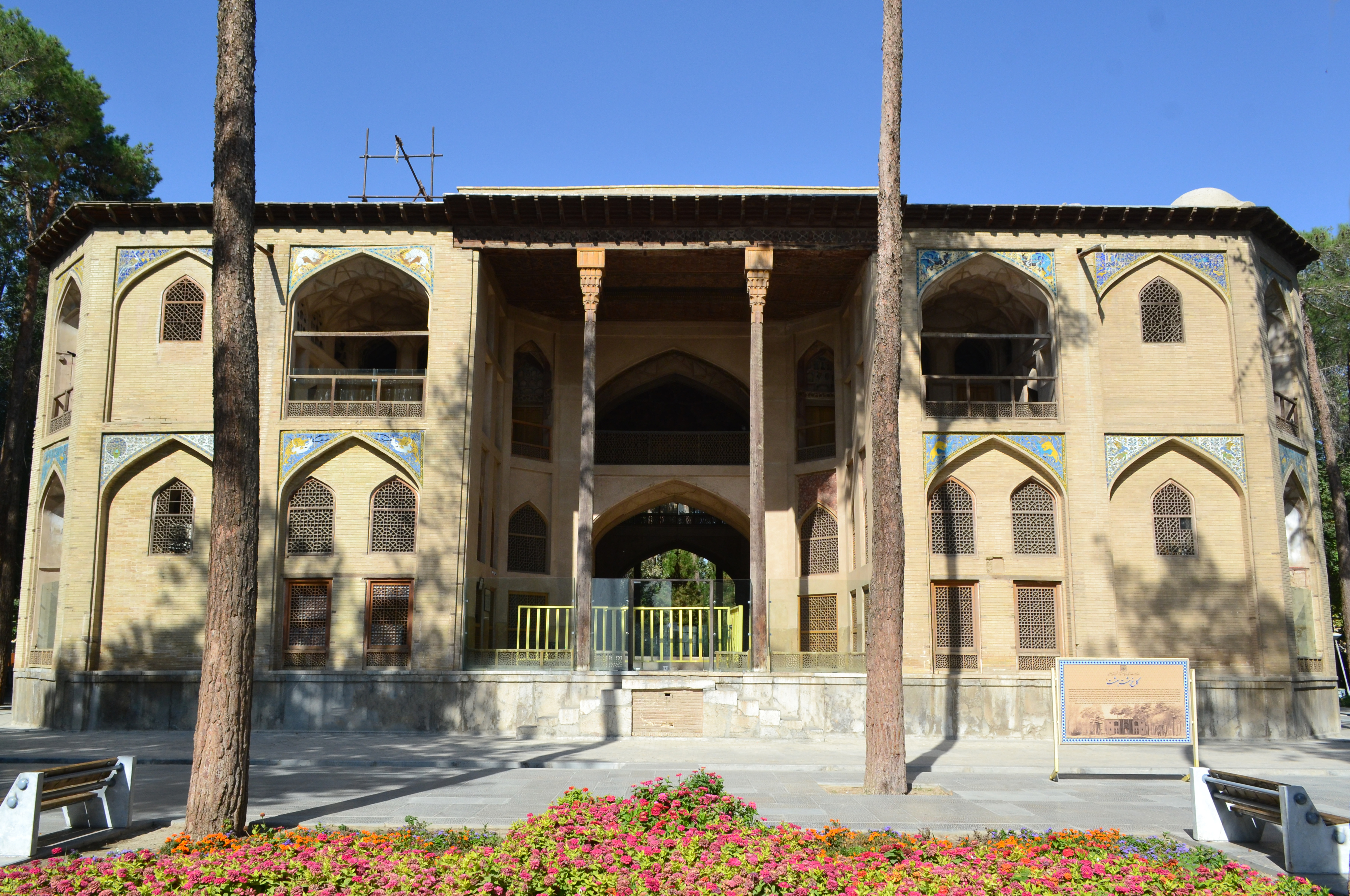
کاخ هشت بهشت
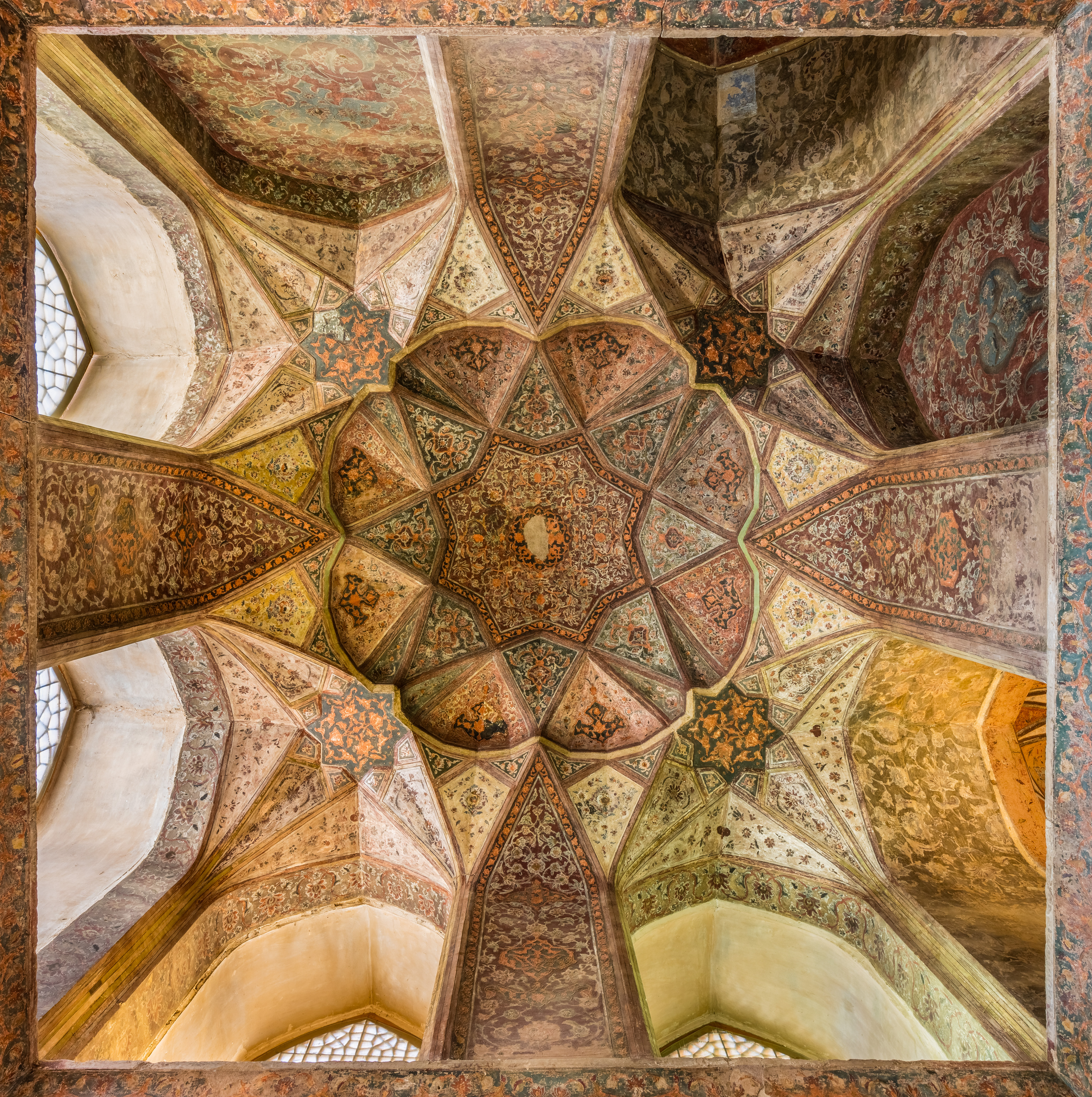
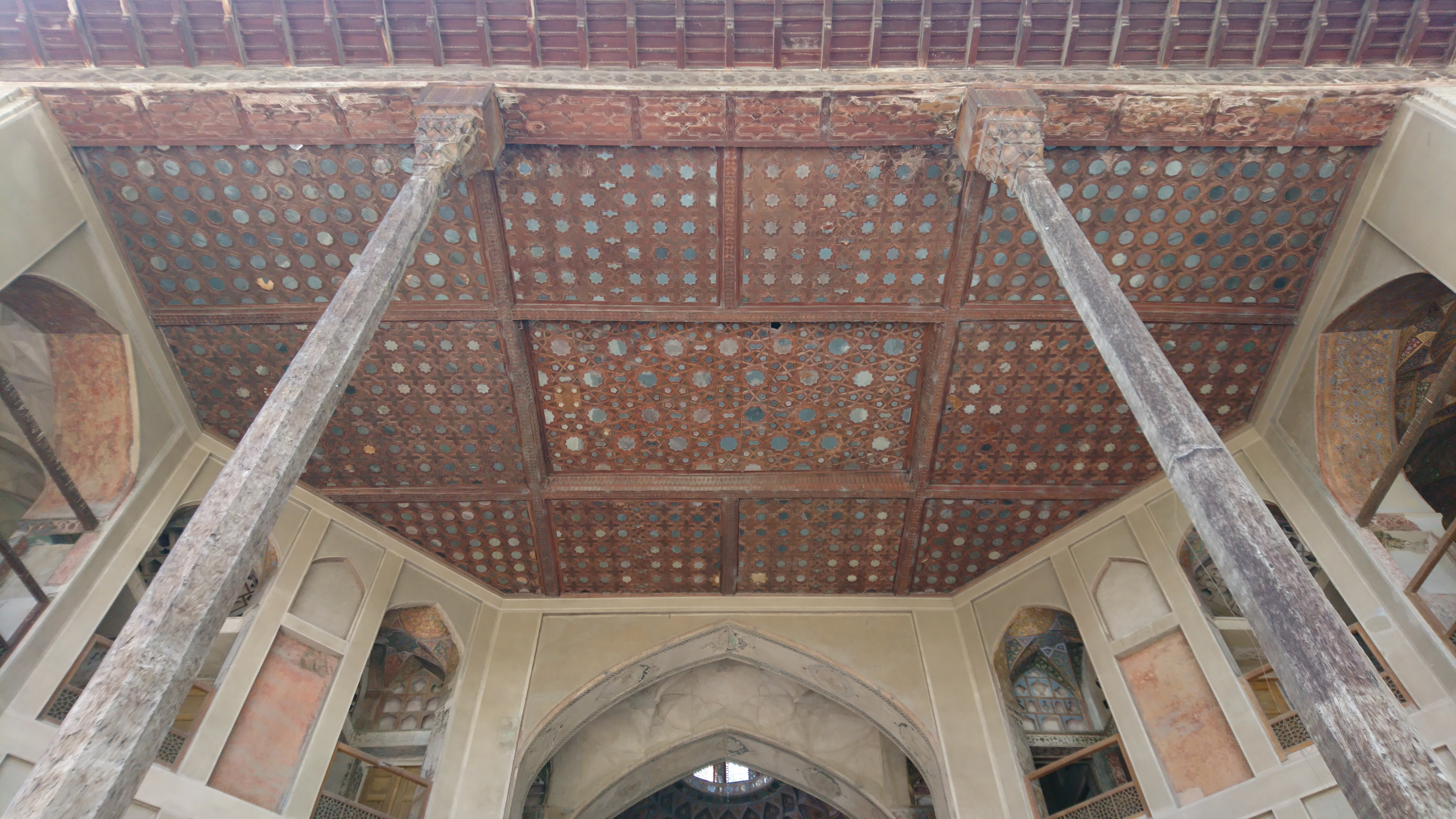
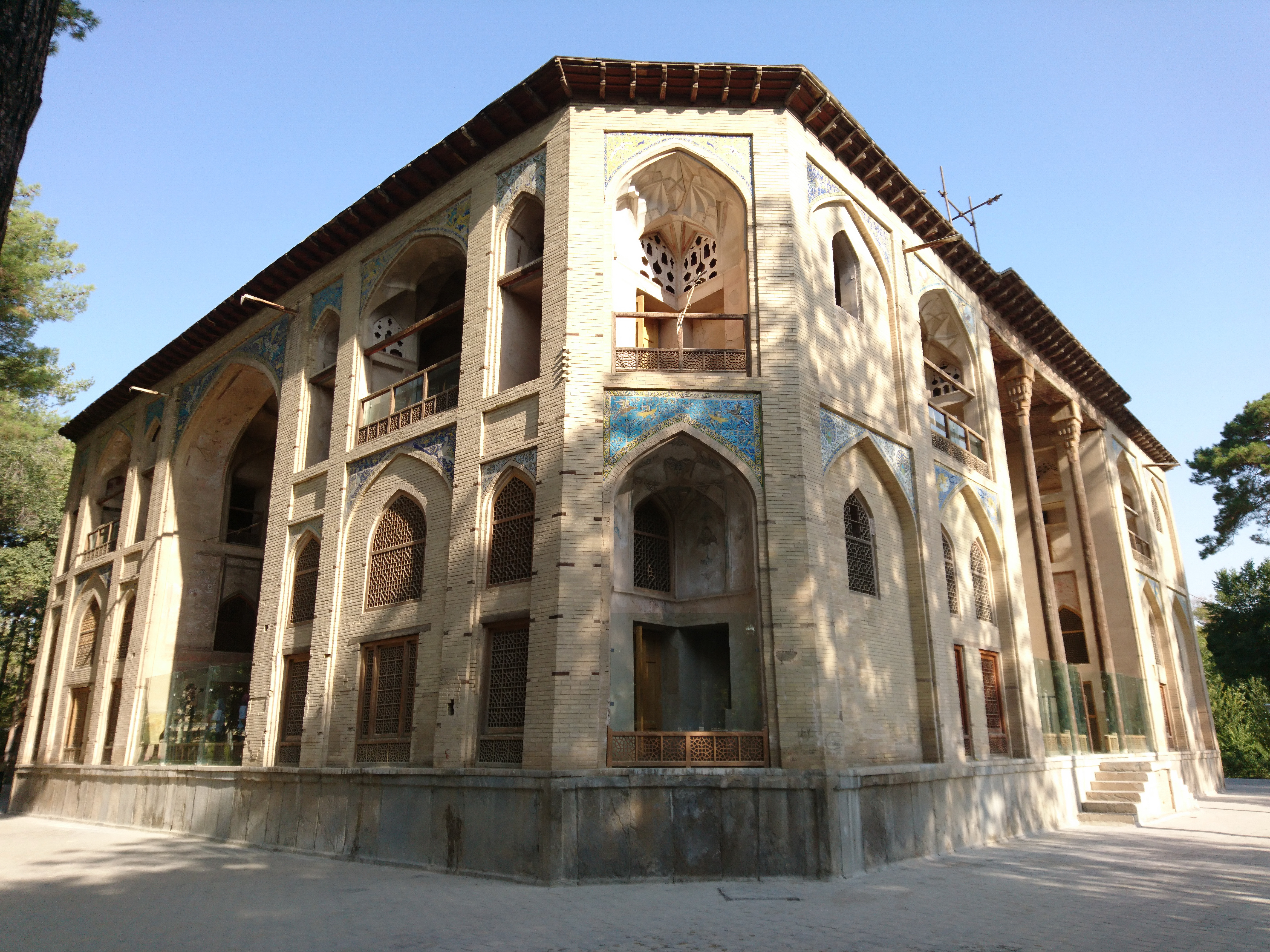
هشت‌بهشت، نمای شمال غربی